# Coupe de Lituanie de football

La Coupe de Lituanie de football est une compétition sportive créée en 1990 et placée sous l'égide de la Fédération de Lituanie de football.

## Histoire
- Époque soviétique (Coupe Tiesa) 1947–1989;
- Independence (Coupe LFF) depuis 1990.

## Palmarès

### Période soviétique (1947–1989)
| Saison | Vainqueur                  | Finaliste                  | Score         | Stade, Ville                                                 |
| ------ | -------------------------- | -------------------------- | ------------- | ------------------------------------------------------------ |
| 1947   | Lokomotyvas Kaunas         | Vėliava Šiauliai           | 3–2           | Miesto stadionas, Vilnius                                    |
| 1948   | Inkaras Kaunas             | Lokomotyvas Kaunas         | 4–0           | Valstybinis stadionas, Vilnius                               |
| 1949   | Inkaras Kaunas             | Audiniai Kaunas            | 1–0           | KKI Stadionas, Kaunas                                        |
| 1950   | Elnias Šiauliai            | Inkaras Kaunas             | 4–0           | Valstybinis stadionas, Vilnius                               |
| 1951   | Inkaras Kaunas             | Elnias Šiauliai            | 2–0           | Dinamo stadionas, Vilnius                                    |
| 1952   | Karininkų namai Vilnius    | Dinamo Vilnius             | 1–0           | Dinamo stadionas, Vilnius                                    |
| 1953   | Lima Kaunas                | Trinyčiai Klaipėda         | 4–2           | Valstybinis stadionas, Vilnius                               |
| 1954   | Inkaras Kaunas             | KPI Kaunas                 | 4–0           | KKI Stadionas, Kaunas                                        |
| 1955   | KPI Kaunas                 | Linu audiniai Plungė       | 2–0           | Jaunimo stadionas, Vilnius                                   |
| 1956   | Raudonasis Spalis Kaunas   | Raudonoji žvaigždė Vilnius | 3–0           | Jaunimo stadionas, Vilnius                                   |
| 1957   | Elnias Šiauliai            | MSK Panevėžys              | 2–0           | Žalgirio stadionas, Šiauliai                                 |
| 1958   | FK Spartakas Vilnius       | Melioratorius Kretinga     | 5–3 (a.p.)    | Miesto stadionas, Kretinga                                   |
| 1959   | Elnias Šiauliai            | KKI Kaunas                 | 2–0           | Žalgirio stadionas, Šiauliai                                 |
| 1960   | FK Panemunė Kaunas         | Inkaras Kaunas             | 2–1           | KKI Stadionas, Kaunas                                        |
| 1961   | Cementininkas Akmenė       | EAG Kėdainiai              | 2–1           | Miesto stadionas, Kėdainiai                                  |
| 1962   | Lima Kaunas                | Šešupė Kapsukas            | 3–1           | Miesto stadionas, Kapsukas                                   |
| 1963   | Saliutas Vilnius           | FK Žalgiris Naujoji Vilnia | 1–0           | Žalgirio stadionas, Vilnius                                  |
| 1964   | FK Minija Kretinga         | Baltija Klaipėda           | 3–2           | Miesto stadionas, Kretinga                                   |
| 1965   | Inkaras Kaunas             | Saliutas Vilnius           | 4–2           | Žalgirio stadionas, Vilnius                                  |
| 1966   | FK Žalgiris Naujoji Vilnia | Saliutas Vilnius           | 0–0 / 1–0     | Jaunimo stadionas, Vilnius                                   |
| 1967   | Nevėžis Kėdainiai          | FK Statyba Panevėžys       | 2–1           | Centrinis stadionas, Panevėžys                               |
| 1968   | Nevėžis Kėdainiai          | Pažanga Vilnius            | 6–0           | Miesto stadionas, Kėdainiai                                  |
| 1969   | Inkaras Kaunas             | Vienybė Ukmergė            | 2–0 / 1–1     | Miesto stadionas, Ukmergė / Inkaro stadionas, Kaunas         |
| 1970   | Nevėžis Kėdainiai          | FK Minija Kretinga         | 0–0 / 3–1     | Miesto stadionas, Kretinga / Miesto stadionas, Kėdainiai     |
| 1971   | Pažanga Vilnius            | FK Statyba Panevėžys       | 1–0 / 3–1     | Žalgirio stadionas, Vilnius / Centrinis stadionas, Panevėžys |
| 1972   | Nevėžis Kėdainiai          | Ekranas Panevėžys          | 1–1 / 3–2     | Miesto stadionas, Kėdainiai / Centrinis stadionas, Panevėžys |
| 1973   | Nevėžis Kėdainiai          | Pažanga Vilnius            | 1–0           | Miesto stadionas, Kėdainiai                                  |
| 1974   | Statybininkas Šiauliai     | Kelininkas Kaunas          | 2–1           | Statybininko stadionas, Šiauliai                             |
| 1975   | Vienybė Ukmergė            | Statybininkas Šiauliai     | 3–0           | Žalgirio stadionas, Vilnius                                  |
| 1976   | Kelininkas Kaunas          | Sūduva Kapsukas            | 2–1 (a.p.)    | Žalgirio stadionas, Vilnius                                  |
| 1977   | Granitas Klaipėda          | Kelininkas Kaunas          | 2–0           | Žalgirio stadionas, Vilnius                                  |
| 1978   | Kelininkas Kaunas          | Kooperatininkas Plungė     | 2–0           | Linų audinių stadionas, Plungė                               |
| 1979   | Kelininkas Kaunas          | Atmosfera Mažeikiai        | 1–0           | Sporto kombinato stadionas, Kaunas                           |
| 1980   | Kelininkas Kaunas          | Banga Kaunas               | 3–1           | Sporto kombinato stadionas, Kaunas                           |
| 1981   | Granitas Klaipėda          | Banga Kaunas               | 2–0           | Žalgirio stadionas, Klaipėda                                 |
| 1982   | Pažanga Vilnius            | Nevėžis Kėdainiai          | 2–0           | Žalgirio stadionas, Vilnius                                  |
| 1983   | Granitas Klaipėda          | SRT Vilnius                | 2–1 (a.p.)    | Žalgirio stadionas, Vilnius                                  |
| 1984   | SRT Vilnius                | Banga Kaunas               | 2–2 (3–1 tab) | Sporto kombinato stadionas, Kaunas                           |
| 1985   | Ekranas Panevėžys          | Banga Kaunas               | 0–0 (4–3 tab) | Sporto kombinato stadionas, Kaunas                           |
| 1986   | Granitas Klaipėda          | Banga Kaunas               | 3–1           | Žalgirio stadionas, Klaipėda                                 |
| 1987   | SRT Vilnius                | Inkaras Kaunas             | 0–0 (5–4 tab) | Pasvalys                                                     |
| 1988   | Sirijus Klaipėda           | Kelininkas Kaunas          | 3–2           | Jonavos stadionas, Jonava                                    |
| 1989   | Banga Kaunas               | Tauras Tauragė             | 2–0           | Miesto stadionas, Palanga                                    |

- Linu audiniai (finaliste 1955), Kooperatininkas (finaliste 1978) depuis 1994 s'appelle Babrungas.

### Depuis l'indépendance (depuis 1990)
| Saison  | Vainqueur               | Score                       | Finaliste             |
| ------- | ----------------------- | --------------------------- | --------------------- |
| 1990    | FK Sirijus Klaipeda     | 0-0 (4-3 tab)               | Žalgiris Vilnius      |
| 1991    | Žalgiris Vilnius        | 1-0 a.p.                    | Tauras Šiauliai       |
| 1991/92 | Makabi Vilnius          | 1-0                         | Žalgiris Vilnius      |
| 1992/93 | Žalgiris Vilnius        | 1-0                         | FK Sirijus Klaipeda   |
| 1993/94 | Žalgiris Vilnius        | 4-2                         | Ekranas Panevėžys     |
| 1994/95 | Inkaras Kaunas          | 2-1                         | Žalgiris Vilnius      |
| 1995/96 | Kareda Sakalas Šiauliai | 2-0                         | Inkaras-Grifas Kaunas |
| 1996/97 | Žalgiris Vilnius        | 1-0                         | Inkaras-Grifas Kaunas |
| 1997/98 | Ekranas Panevėžys       | 1-0                         | FBK Kaunas            |
| 1998/99 | Kareda Šiauliai         | 3-0 a.p.                    | FBK Kaunas            |
| 1999/00 | Ekranas Panevėžys       | 1-0                         | Žalgiris Vilnius      |
| 2000/01 | Atlantas Klaipėda       | 1-0                         | Žalgiris Vilnius      |
| 2001/02 | FBK Kaunas              | 3-1                         | Sūduva Marijampolė    |
| 2002/03 | Atlantas Klaipėda       | 1-1 (3-1 tab)               | Vėtra Rudiskes        |
| 2003    | Žalgiris Vilnius        | 3-1                         | Ekranas Panevėžys     |
| 2004    | FBK Kaunas              | 0-0 (2-1 tab)               | Atlantas Klaipėda     |
| 2005    | FBK Kaunas              | 2-0 a.p.                    | Vėtra Vilnius         |
| 2006    | Sūduva Marijampolė      | 1-0                         | Ekranas Panevėžys     |
| 2007/08 | FBK Kaunas              | 2-1                         | Vėtra Vilnius         |
| 2008/09 | Sūduva Marijampolė      | 1-0                         | FK Tauras Tauragé     |
| 2009/10 | Ekranas Panevėžys       | 2-1                         | Vėtra Vilnius         |
| 2010/11 | Ekranas Panevėžys       | 4-2 a.p.                    | FK Banga Gargždai     |
| 2011/12 | Žalgiris Vilnius        | 0-0 (3 t.a.b à 1)           | Ekranas Panevėžys     |
| 2012/13 | Žalgiris Vilnius        | 3-3 (2-2 a.p., 8 t.a.b à 7) | FK Šiauliai           |
| 2013/14 | Žalgiris Vilnius        | 2-1                         | FK Banga Gargždai     |
| 2014/15 | Žalgiris Vilnius        | 2-0                         | FK Atlantas Klaipėda  |
| 2015/16 | Žalgiris Vilnius        | 1-0 a.p.                    | FK Trakai             |
| 2016    | Žalgiris Vilnius        | 2-0                         | Sūduva Marijampolė    |
| 2017    | FC Stumbras             | 1-0                         | Žalgiris Vilnius      |
| 2018    | Žalgiris Vilnius        | 3-0                         | FC Stumbras           |
| 2019    | Sūduva Marijampolė      | 4-0                         | FK Banga Gargždai     |
| 2020    | FK Panevėžys            | 1-1 ap, 5-4 tab             | Sūduva Marijampolė    |
| 2021    | Žalgiris Vilnius        | 5-1                         | FK Panevėžys          |
| 2022    | Žalgiris Vilnius        | 2-1 ap                      | FC Hegelmann          |
| 2023    | FK Transinvest          | 2-1                         | FA Šiauliai           |
| 2024    | FK Banga                | 0-0 ap, 4-1 tab             | FC Hegelmann          |

## Palmarès par club
Les équipes en italique sont aujourd'hui inactives.
| Clubs                    | Victoire(s) | Finale(s) perdue(s) | Édition(s) remportée(s)                                                            |
| ------------------------ | ----------- | ------------------- | ---------------------------------------------------------------------------------- |
| Žalgiris Vilnius         | 14          | 5                   | 1991, 1993, 1994, 1997, 2003, 2012, 2013, 2014, 2015, 2016, 2016, 2018, 2021, 2022 |
| Inkaras Kaunas           | 7           | 5                   | 1948, 1949, 1951, 1954, 1965, 1969, 1995                                           |
| Atlantas Klaipėda        | 6           | 2                   | 1977, 1981, 1983, 1986, 2001, 2003                                                 |
| FBK Kaunas               | 5           | 7                   | 1989, 2001, 2004, 2005, 2008                                                       |
| Ekranas Panevėžys        | 5           | 5                   | 1985, 1998, 2000, 2010, 2011                                                       |
| Nevėžis Kėdainiai        | 5           | 2                   | 1967, 1968, 1970, 1972, 1973                                                       |
| Kelininkas Kaunas        | 4           | 3                   | 1976, 1978, 1979, 1980                                                             |
| Sūduva Marijampolė       | 3           | 5                   | 2006, 2009, 2019                                                                   |
| Elnias Šiauliai          | 3           | 1                   | 1950, 1957, 1959                                                                   |
| Kareda Šiauliai          | 3           | 1                   | 1974, 1996, 1999                                                                   |
| Saliutas Vilnius         | 2           | 3                   | 1952, 1963                                                                         |
| Pažanga Vilnius          | 2           | 2                   | 1971, 1982                                                                         |
| SRT Vilnius              | 2           | 1                   | 1984, 1987                                                                         |
| Sirijus Klaipėda         | 2           | 1                   | 1988, 1990                                                                         |
| Lima Kaunas              | 2           | -                   | 1953, 1962                                                                         |
| Minija Kretinga          | 1           | 2                   | 1964                                                                               |
| Lokomotyvas Kaunas       | 1           | 1                   | 1947                                                                               |
| KPI Kaunas               | 1           | 1                   | 1955                                                                               |
| Žalgiris Naujoji Vilnia  | 1           | 1                   | 1966                                                                               |
| Vienybė Ukmergė          | 1           | 1                   | 1975                                                                               |
| Stumbras Kaunas          | 1           | 1                   | 2017                                                                               |
| FK Panevėžys             | 1           | 1                   | 2020                                                                               |
| Raudonasis Spalis Kaunas | 1           | -                   | 1956                                                                               |
| Spartakas Vilnius        | 1           | -                   | 1958                                                                               |
| Panemunė Kaunas          | 1           | -                   | 1960                                                                               |
| Cementininkas Akmenė     | 1           | -                   | 1961                                                                               |
| Neris Vilnius            | 1           | -                   | 1992                                                                               |
| FK Transinvest           | 1           | -                   | 2023                                                                               |
| FK Banga                 | 1           | -                   | 2024                                                                               |